# Byōbu

Byōbu di Hasegawa Tōhaku intitolato Alberi di pino

Il Byōbu (屏風?) è un tipico paravento giapponese formato dall'unione di pannelli decorati con pitture decorative e calligrafiche, utilizzato per separare interni e delimitare spazi privati. "Byōbu" significa "protezione dal vento", termine che in qualche modo suggerisce come originariamente fosse utilizzato per bloccare correnti d'aria.

## Storia

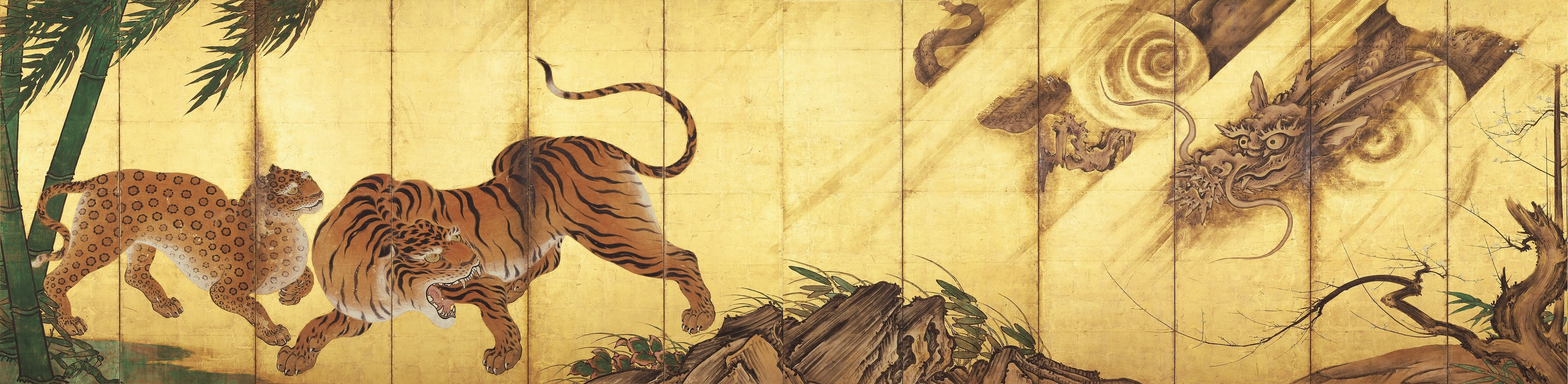
Byōbu di Kanō Sanraku, XVII secolo, ciascuno di 1,78 x 3,56 metri, intitolato Tigri e dragoni

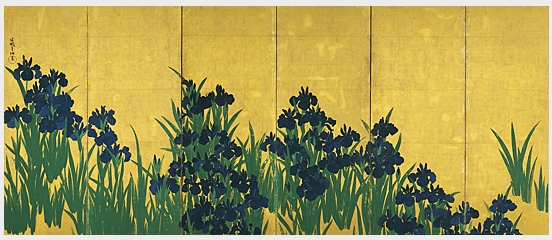
Byōbu di Ogata Kōrin, 1702, intitolato Iris

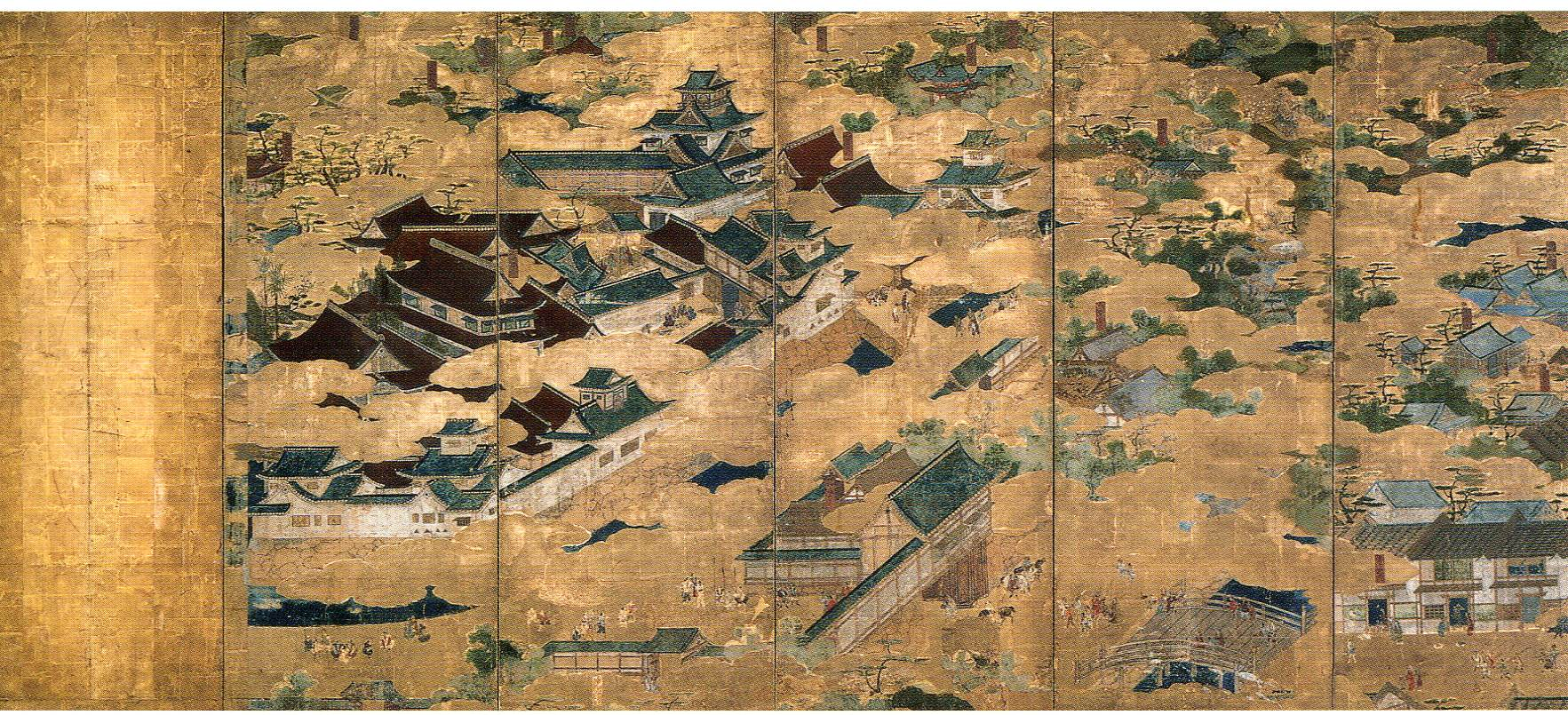
Byōbu intitolato Jūrakudai, fine del XVI secolo

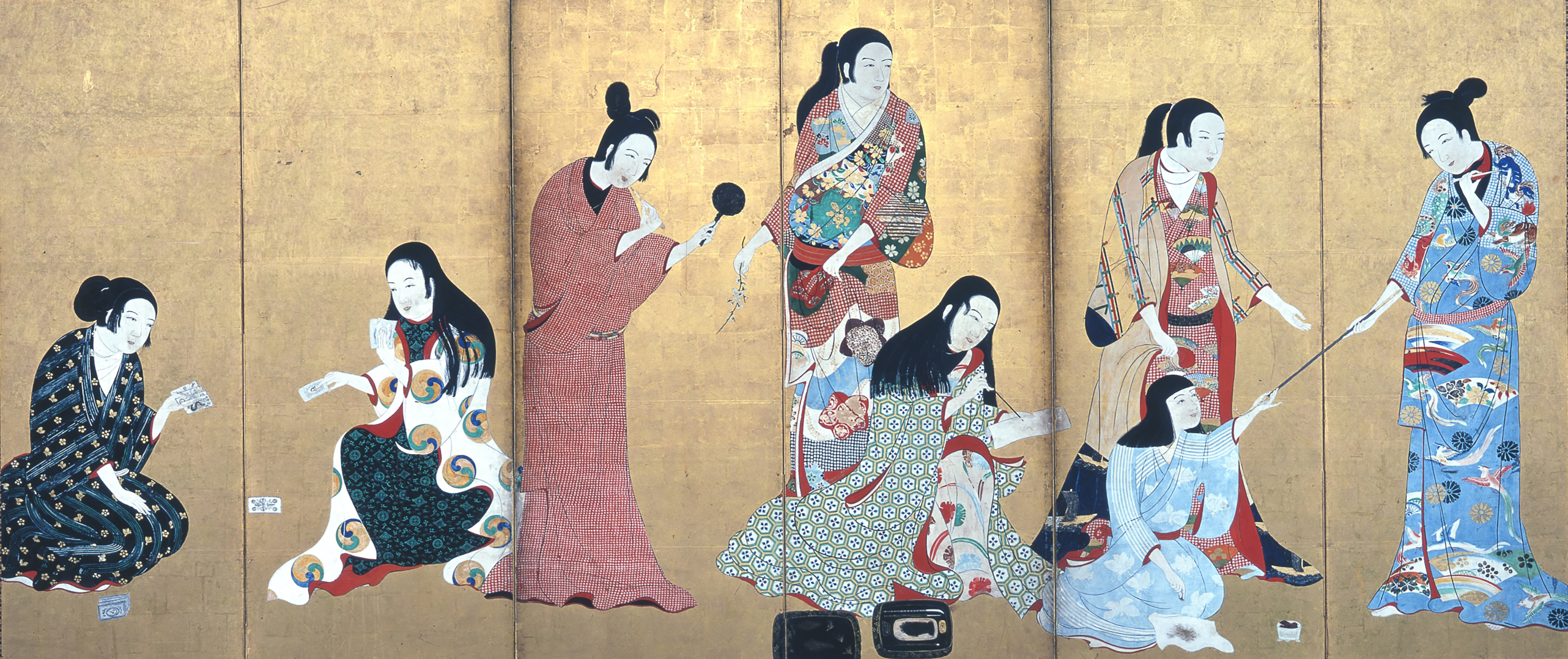
Byōbu di Iwasa Matabei, 1650, intitolato Matsuura

Come per molte arti, mestieri ed oggetti giapponesi, il byōbu trae le sue origini dalla Cina, e queste sono riconducibili al periodo Han.
Il byōbu venne introdotto in Giappone intorno all'VIII secolo in un periodo di forte influenza artistica cinese, quando artigiani giapponesi cominciarono a creare propri modelli di byōbu; il suo periodo di maggior fulgore risale all'epoca della dinastia Azuchi-Momoyama nel XVI secolo.
Attraverso le differenti epoche del Giappone, il byōbu si è evoluto sia nella struttura che nel design, oltre che nelle tecniche di costruzione e nei materiali utilizzati:
- Periodo Nara (710-794): la forma originaria del byōbu fu dapprima quella di un singolo pannello. Nell'VIII secolo cominciarono ad apparire i primi byōbu multipannello, utilizzati come arredo dalla corte imperiale soprattutto durante le cerimonie più importanti. Il byōbu formato da sei elementi era il più comune nel periodo Nara e fu in questi anni che si iniziò a coprire i pannelli con seta, ed a collegarli fra di loro con cavi di pelle o di seta; il dipinto su ciascun pannello fu incorniciato da un broccato di seta, ed il pannello stesso inserito in una cornice di legno.
- Periodo Heian (794-1185): Nel IX secolo il byōbu era ritenuto un componente d'arredo indispensabile nelle residenze di un Daimyō, nei templi buddisti e nei santuari; furono introdotte cerniere in metallo a forma di moneta, dette Zenigata (銭形), ampiamente utilizzate per collegare tra  loro i pannelli al posto delle corde di seta.
- Periodo Muromachi (1336-1573): L'utilizzo dei paraventi divenne ancor più frequente, tanto che si potevano ritrovare in numerose residenze, dojo e negozi. Il byōbu a due pannelli era uno dei modelli più comuni; in questo, fogli di carta ripiegata sostituirono le Zenigata, fatto che rendeva questo modello più leggero da trasportare, più semplice da piegare e più resistente a livello delle giunture. Questa tecnica inoltre permise l'apposizione di rappresentazioni non più interrotte dai confini tra pannello e pannello, dando la facoltà agli artisti di dipingere più vaste scene tratte dalla natura e sontuosi paesaggi di famose località del Giappone. Le cerniere di carta, anche se piuttosto resistenti, richiedevano che la struttura del pannello fosse più leggera possibile. Furono costruiti telai intrecciando legni teneri, con l'ausilio di speciali chiodi di bambù che permisero alla struttura di essere liscia e piana ai suoi bordi, ben squadrata e della stessa dimensione degli altri pannelli del byōbu; questi erano poi rivestiti con uno o più strati di carta, stesa su tutta la superficie del telaio per fornire un supporto sottile ma resistente ai dipinti che sarebbero poi stati montati sul byobu. Il risultato era una struttura leggera e duratura, sebbene ancora abbastanza vulnerabile. Dopo l'applicazione di dipinti e di broccati, veniva apposta una cornice in legno laccato (solitamente nero o rosso scuro) per proteggere il perimetro esterno del byōbu, e su questa strisce, angoli, e borchie in metallo finemente decorate per preservarne la verniciatura. Fu sempre in questo periodo che Toyotomi Hideyoshi realizzò il celebre castello di Momoyama, impreziosito da oltre un centinaio di byōbu dipinti da importanti pittori, tra i quali Kanō Eitoku.[1] Questi dipinti si caratterizzavano per i brillanti colori impressi su carta dorata, e raffiguravano paesaggi e temi della natura, come nuvole dorate, rami fioriti ed uccelli. Tra i byōbu più significativi di Eitoku si annoverano l'Hinoki byōbu, cipressi su carta dorata, una rappresentazione su sei pannelli di un tipo di cedro giapponese chiamato hinoki (Museo nazionale di Tokyo), un enorme pannello raffigurante leoni (Collezione Imperiale) ed un paio di byōbu a sei pannelli che mostrano aquile e pini (Università delle arti di Tokyo)[2]. La scuola di Eitoku venne portata avanti da Kano Sanraku, di cui ci è pervenuto un celebre paravento intitolato Matsuura Byōbu, contraddistinto da una sequenza di figure fantasmagoriche dipinte su carta dorata. Altri due grandi maestri d'arte del byōbu furono Tawaraya Sōtatsu, che ebbe il merito di rinvigorire le pitture rispetto ai suoi predecessori, mantenendo la natura al centro delle sue raffigurazioni, come ne Il Dio del tuono e del vento, ed Ogata Kōrin, celebrato per il suo Susino bianco e susino rosso.
- Periodo Azuchi-Momoyama (1568-1603) e primo Periodo Edo (1603-1868): La popolarità del byōbu si accrebbe ulteriormente, andando di pari passo con il significativo sviluppo dell'interesse per le arti e l'artigianato da parte della popolazione, proprio di questo periodo. I soggetti restarono per lo più di ispirazione cinese, tratti da scene di natura, ed intorno alla fine del Cinquecento venne introdotto l'inchiostro in bianco e nero accanto al più collaudato uso del colore, grazie all'inventiva del celebre artista Hasegawa Tōhaku del quale si ricordano il suo Bosco di pini e le sue Scimmie, entrambi eseguiti con inchiostro su carta e conservati al Museo di Tokyo.[1] Diversi byōbu oltretutto adornavano le abitazioni dei samurai, conferendogli un alto rango e dimostrando salute e benessere; questo portò ad un ulteriore cambiamento nella produzione di byōbu, come la creazione di sfondi con sottili fogli d'oro (金箔?, kinpaku) e dipinti dai colori molto intensi che mostravano la natura oltre che scene di vita quotidiana.
- Epoca attuale: La tradizione si affievolì verso la prima metà dell'Ottocento; ai giorni nostri i byōbu sono spesso prodotti con l'ausilio di macchinari, sebbene sia ancora possibile trovarne alcuni creati a mano, principalmente da famiglie che ancora si tramandano e preservano la tradizione della produzione artigianale.

## Tipologia
Il Byōbu può essere classificato a seconda del numero di pannelli:
- Tsuitate (衝立): pannello singolo, l'unico byōbu con le gambe, fu il primo modello disponibile. Attualmente si può trovare in negozi, ristoranti o in altri locali.
- Nikyoku byōbu (二曲屏風) o Nimaiori byōbu (二枚折屏風): pannello doppio, introdotto durante il periodo Muromachi. Solitamente delle dimensioni di 60 cm in altezza ed 85 cm in larghezza, aveva una particolare rilevanza nelle stanze per la cerimonia del tè giapponese; in tale contesto era anche chiamato furosaki byōbu (風炉先屏風).
- Yonkyoku byōbu (四曲屏風): quattro pannelli, realizzato durante i periodi Kamakura e Muromachi. Fu successivamente utilizzato nelle cerimonie di seppuku e nelle stanze delle sale da tè durante il tardo periodo Edo.
- Rokkyoku byōbu (六曲屏風) or rokumaiori byōbu 六枚折屏風: sei pannelli, il formato più popolare; ha approssimativamente le misure di 1,5 m in altezza e 3,7 m in larghezza.
- Jūkyoku byōbu (十曲屏風): dieci pannelli, formato più recente; utilizzato come fondale in contesti di grandi dimensioni come le hall degli alberghi e le sale convegni.

Il Byōbu inoltre può essere classificato in base al suo utilizzo ed ai temi rappresentati:
- Furosaki byōbu (風炉先屏風, letteralmente "schermo di fronte al braciere"): pannello posizionato dietro il focolare durante la cerimonia del tè giapponese.
- Ga no byōbu (賀の屏風; letteralmente "pannello della longevità"): si suppone che fosse usato sin dal periodo Heian per rappresentare e celebrare i poemi waka; era arricchito da disegni di uccelli e di fiori nelle quattro diverse stagioni.
- Shiro-e byōbu (白絵屏風): pannello dipinto con inchiostro o mica su superfici di seta bianca, ampiamente utilizzato nel periodo Edo in cerimonie nuziali e più specificamente nelle stanze in cui nascevano i bambini, motivo per il quale venne anche chiamato ubuya byōbu (産所屏風; letteralmente "pannello del luogo di nascita"). Era decorato con raffigurazioni di gru e tartarughe, con pini e bambù, oltre che con immagini della fenice considerata di buon auspicio.
- Makura byōbu (枕屏風; letteralmente "pannello cuscino"): tipicamente composto da due a quattro pannelli di 50 cm di altezza, questo byōbu era utilizzato nella camera da letto per appendervi abiti ed altri accessori, oltre che per preservare l'intimità della stanza.
- Koshi byōbu (腰屏風): leggermente più alto del makura byōbu, era usato durante il periodo Sengoku; per la sua ridotta altezza era posto dietro il padrone di casa con lo scopo di rassicurare gli ospiti sul fatto che nessuno si nascondesse dietro il pannello.